# Воденице (Ресава)
Воденице на Ресави и Ресавици подижу се више поред села где је жито, него у планини где су трла.

## O Ресавским воденицама
На Ресави је било 13 воденица (1961.год.: стрмостенске – 3, јеловачке – 2, сладајске – 1, дворишке – 3, стењевачке – 4), а на Ресавици су 4(језерска – 1, поповњачка – 1 и ресавичке – 2). Некада их је било више. Подижу се на одводницама река. Данас село Кованица нема ниједне, а некада их је било 3. У Ресавици су сада две, а раније их је било 4. Стрмно жито се данас меље у млину у млину у насељу Ресавици, у воденицама се меље кукуруз. Воденице су ортачке и ортаци „држе редове“ на дане одноцно, на недеље. Воденица рода Вучковића из Стрмостена имала је 1961. год. четворицу ортака Вучковића. Било их је више, па су их ова четворица исплатила. У сваком месецу сваки по недељу дана држи ред. У селу Ресавици су, такође, четири ортака. Један од њих има половину, а тројица другу половину. Расподељена је на два месеца: један користи месец дана, други 14, а трећи и четврти по 7 дана. Редовници преузимају воденицу редом, без обзира каква је вода. Кад има воде воденица ради сваког дана, осим на Св.Илију, када је воденичарска слава. Обичај је да се ортачки део воденице понуди ортаку или сроднику, али се продаје оном ко да више.

### Врсте воденица
У Ресавском округу постојале су бројне воденице.
- Суботичка, која се налази повише Суботице и једина је која дан-данас ради.

- Јасеновачка, која се налази на улазу у Суботицу према Седлару, а добила је име тако што су је градили мештани Буровца, а седморица су били сувласници по попису из 1863.године. Пошто је нема у пописима из 1833. значи да је настала после те године. Арендер ове воденице је био Куповчанин Милисав Марјановић, рођен 1836.године од оца Марјана (био је кмет у селу 1838.) и мајке Милице Марковић.

- Мајсторова воденица се налази око километар ниже од Буровачке у купиновачком атару, потесу Петковац (зову га и Петковица). Име је добила по мајстору који је градио, Глигорију Стевановићу – Гили из Купиновца, сину Стевана Радовановића, рођен 1839. године, (код његове ћерке Стане дошао на мираз Станимир Јабловић из Роанде). Глигорије је био дунђерин, у раду су помагали Благоје и Панта из Роћевца. Касније је продао воденицу Вучи из Седлара и по њену добија име Вучина воденица.

- Гмитрова воденица се налази у горњем делу Седлара, а име је добила по већинском власништву породице Гмитровић из Седлара; сувласник је био Љуба Торовић из Купиновца.

- Стојићка воденица се налази у самом Седлару, пре пута који води према Роћевцу и Ђуринцу, а сувласници су били Никодијевићи, Богдановићи и Антонијевићи из Седлара.

- Седларска воденица звана „Барутана“ због млевења барута у време бојева у Првом српском устанку, налазе се преко Ресаве у близини садашњег „Ратара“.

- Тропоњска воденица се налази преко Ресаве у којој су били и смесничари из Купиновца.

- Срећкова воденица - њени остаци налазили су се у Бобову у атару Селиште поред Ресаве, код малог јаза. Саградио ју је Срећко Поповић, по коме се презивају њени наследници. Лазар Срећковић био је ресавски Обор кнез, средином 19. века.

- Медвеђа је имала више воденица са обе стране Ресаве. Код дома у центру села налази се и данас Марјанова и Прекаја воденица. Имала је три камена, запуштена је и одавно не ради. Скоро потпуно урушена је Брестовска воденица иако је за разлику од Марјанове, која је од дрвета, Брестовска рађена од чврстог материјала. Имала је пет камена и млела је пшеницу и кукуруз. Имала је 18 ортака.

- Низводно од ње постојала је воденица Топљар која се најдуже одржала. Њен последњи воденичар био је Момчило из Јасенова.

- Од Водне до ушћа Ресавице у Ресаву постојало је шест воденица.

- Доња грабовачка или Петлова воденица имала је шест витла. Њени удеоничари по трећину сваки били су Туркуловић Љуба, Милошевић Милан и Вићентијевић Рашко.[2]

## Воденичарство
Воденичарство – Старе воденице у доњој Ресави биле су брвнаре. Имале су по неколико „витлова“. Првобитно су припадале породичним задругама, а деобом задруга или поделом удела постају „смесничарске“. У појединим селима одржало се још по неколико воденица: Дубље -2, Седларе – 3, Тропоње – 1, Суботица – 1, Бобово -2, Свилајнац – 4. Крајем 19. века и почетком 20. века било их је више, али је подизањем парних и касније електричних млинова њихов број знатно опао. Први парни млин подигну је у Свилајнцу, 1890. године. У прошлости се у воденицама млело за становнике села, узимајући ујам, као накнаду за учињену услугу. У њима је радио или неко од чланова домаћинства чија је воденица, или је за тај посао био ангажован воденичар коме је припадао део ујма. Било је људи – воденичара – који су се стално овим послом бавили, али они нису сматрани за занатлије или мајсторе, јер се овим послом „може свако бавити“. Воденичко камење није израђивано у Ресави, већ доношено из околине Трстеника. 